# جمعية آسيا

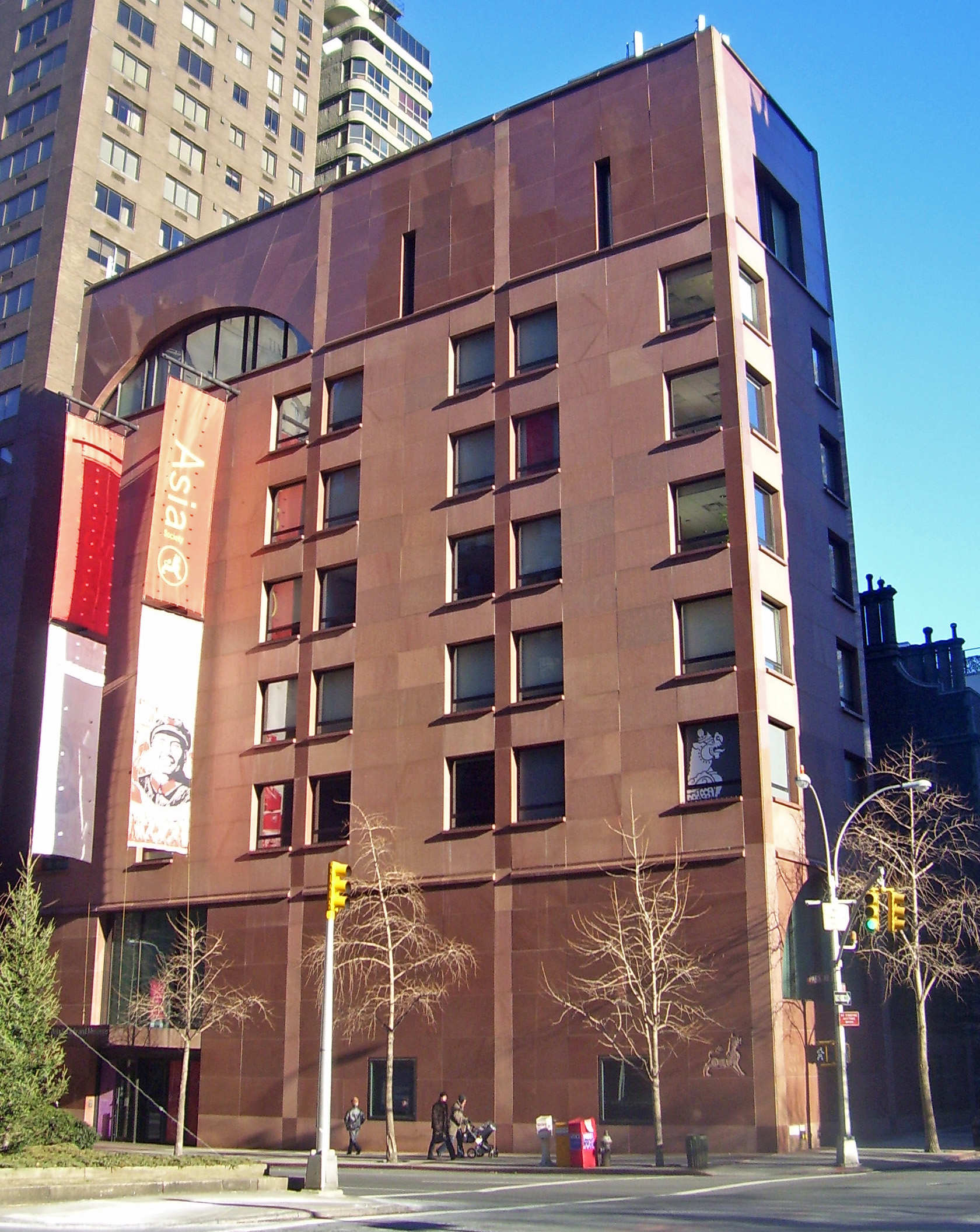
المقر الرئيسي لمنظمة جمعية آسيا في نيويورك

جمعية آسيا (بالإنجليزية: Asia Society)‏ هي منظمة غير حكومية عالمية، تهدف إلى تحسين العلاقات بين بلدان آسيا والولايات المتحدة. تأسست المنظمة على يد جون دافيسون روكفلر الثالث في عام 1956 بنيويورك.
تهدف الجمعية إلى تحسين العلاقات بين المنطقتين في مجالات السياسة والثقافة والتعليم والاقتصاد. لدى الجمعية مكاتب في مدينة نيويورك وهيوستن ولوس أنجلوس وسان فرانسيسكو وواشنطن العاصمة وهونغ كونغ ومانيلا وملبورن وشنغهاي ومومباي وسول. تم افتتاح أول مكتب للمنظمة في أوروبا عام 2016 في زيوريخ بسويسرا.
إن موضوع العلاقات الدولية كجزء من المناهج  التعلميمية لجميع الطلاب في جميع أنحاء العالم هو أحد أهم أهداف المنظمة. تقوم مؤسسة بيل وميليندا غيتس بدعم المنظمة.
تحصل منظمة جمعية آسيا على تبرعات ودعم العديد من الشركات والمنظمات المختلفة مثل المجموعة الأمريكية الدولية وسيتي غروب وشركة ديلويت وفريبورت-ماكموران وكيه بي إم جي وسوني. بلغ صافي أصول الشركة في عام 2015، حوالي 92 مليون دولار أمريكي.

## وصلات خارجية
- الموقع الرسمي لمنظمة جمعية آسيا